# Вперёд (Челябинская область)
Вперёд — посёлок в Агаповском районе Челябинской области. Входит в состав Магнитного сельского поселения.

## История
Поселок основан в 1937—1938 гг. при отделении «Вперёд» совхоза «Магнитный». Официально зарегистрирован и получил наименование в 1963 г.
Сейчас на территории посёлка располагается 1-е отделение АО «Магнитное».

## География
Расположен в юго-восточной части района, у запруды на ручье, левом притоке реки Субутак.
Поселок связан шоссейными дорогами с соседними населёнными пунктами. Расстояние до районного центра села Агаповка 42 км, до центра сельского поселения поселка Магнитного 2 км.

## Население
| 1970 | 1995 | 2002 | 2010 |
| ---- | ---- | ---- | ---- |
| 398  | ↗508 | ↗616 | ↘503 |

Проживают русские, башкиры.

## Улицы
- Береговая,
- Первомайская,
- Полевая,
- Пролетарская.